# Quirks
Quirks is een historisch Australisch merk van motorfietsen dat van 1913 tot 1915 496cc-boxermotoren maakte, weliswaar op kleine schaal.